# (49) Палес
(49) Палес (лат. Pales) — тёмный астероид главного пояса, который принадлежит к тёмному спектральному классу C. Он был открыт 19 сентября 1857 года немецким астрономом Германом Гольдшмидтом с помощью 4-дюймового телескопа, расположенного на шестом этаже его квартиры в Латинском квартале Парижа, и назван в честь древнеримской богини скотоводства Палес.
Японский инфракрасный спутник Akari выявил наличие на Палесе гидратированных минералов.

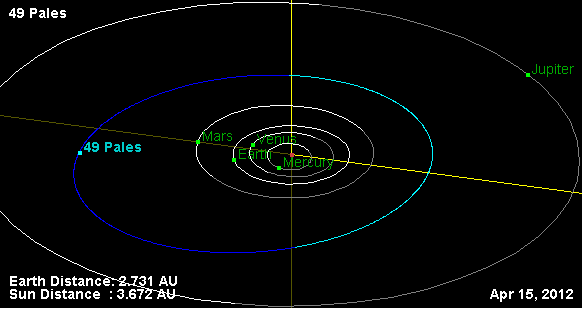
Орбита астероида Палес и его положение в Солнечной системе